# Coenobius cyaneus
Coenobius cyaneus es un coleóptero de la familia Chrysomelidae.
Fue descrita científicamente en 1979 por Lopatin.